# Diecezja Shunqing
Diecezja Shunqing (Nanchong) (łac. Dioecesis Scioenchimensis, chiń. 天主教顺庆教区) – rzymskokatolicka diecezja ze stolicą w Nanchong (w dzielnicy Shunqing) w prowincji Syczuan, w Chińskiej Republice Ludowej. Biskupstwo jest sufraganią archidiecezji Chongqing.
Diecezja Shunqing oficjalnie liczy 86 000 katolików, 11 księży i 11 sióstr zakonnych.

## Historia
2 sierpnia 1929 papież Pius XI brewe Supremi Apostolatus erygował wikariat apostolski Shunqing. Dotychczas wierni z tych terenów należeli do wikariatu apostolskiego Chengdu (obecnie diecezja Chengdu).
W wyniku reorganizacji chińskich struktur kościelnych dokonanych przez Piusa XII 11 kwietnia 1946 wikariat apostolski Shunqing został podniesiony do rangi diecezji.
Z 1950 pochodzą ostatnie pełne, oficjalne kościelne statystyki. Diecezja Shunqing liczyła wtedy:
- 19 442 wiernych (0,2% społeczeństwa)
- 26 kapłanów (23 diecezjalnych i 3 zakonnych)
- 12 sióstr zakonnych
- 17 parafii.

Od zwycięstwa komunistów w chińskiej wojnie domowej w 1949 diecezja, podobnie jak cały prześladowany Kościół katolicki w Chinach, nie może normalnie działać. W latach 1963–2001 diecezją rządziło dwóch antybiskupów Patriotycznego Stowarzyszenia Katolików Chińskich, którzy przyjęli sakrę bez zgody papieża zaciągając na siebie ekskomunikę latae sententiae. Kolejny wybrany biskup Joseph Chen Gong’ao postarał się o akceptację papieża, którą św. Jan Paweł II udzielił w 2002. Rząd pekiński jednak zwlekał z potwierdzeniem wyboru do 2010. Ostatecznie Chen Gong’ao przyjął święcenia biskupie 19 kwietnia 2012. Władzę jednak wymusiły, by jednym z współkonsekratorów był ekskomunikowany bp Paul Lei Shiyin.

## Ordynariusze

### Wikariusz apostolski
- Paul Wang Wencheng (1929 - 1946)

### Biskupi
- Paul Wang Wencheng (1946 - 1961)
- sede vacante (być może urząd sprawował biskup(i) Kościoła podziemnego) (1961 - 2012)
  - Joseph Chen Gong’ao (2005 - 2012) administrator[2]
- Joseph Chen Gong’ao (2012 - nadal)

### Antybiskupi
Ordynariusze mianowani przez Patriotyczne Stowarzyszenie Katolików Chińskich nieposiadający mandatu papieskiego:
- Fan Daojiang (1963 - 1987)
- Michael Huang Woze (1989 - 2001)